# Bert Sommer
Bert Sommer (7 februari 1949 - Albany (New York), 23 juli 1990) was een Amerikaans singer-songwriter en acteur.

## Biografie
Sommer verving in de jaren zestig tijdelijk zanger Steve Martin in de barokpopgroep The Left Banke, waarmee hij de single "And Suddenly" opnam. Hij schreef indertijd ook vijf liedjes als lid van de band The Vagrants. In 1968 en 1969 speelde hij als vervanger van Steve Curry de rol van Woof in de musical Hair. Een foto van zijn kapsel werd gebruikt voor de poster.
In 1968 nam Sommer zijn debuutalbum op, getiteld The Road to Travel, dat door Artie Kornfeld werd geproduceerd. Het jaar daarop werkte hij aan zijn tweede album, Inside Bert Sommer. Hij speelde tien liedjes op de eerste dag van het mede door Kornfeld georganiseerde muziekfestival Woodstock in 1969. Hij begon met het liedje "Jennifer", dat hij schreef over zangeres Jennifer Warnes, met wie hij in Hair speelde. Hij werd begeleid door Ira Stone (elektrische gitaar en Hammondorgel) en Charlie Billelo (basgitaar), die hadden gereageerd op een advertentie die Sommer in The Village Voice had geplaatst. De opnames van het optreden zijn niet gebruikt voor de documentaire over Woodstock en de set elpees, beide uitgebracht door dochterondernemingen van de Warner Music Group. Volgens Kornfeld kwam dit doordat Sommer een contract had bij het concurrerende platenlabel Capitol Records.
Afgezien van zijn optreden op Woodstock was Sommer als muzikant weinig succesvol. In de jaren zeventig richtte hij zich weer op zijn carrière als acteur. Hij was onder meer te zien als lid van de fictieve band Kaptain Kool and the Kongs in het kinderprogramma Kroft Supershow. Hij verhuisde naar Albany ten noorden van New York, waar hij in de jaren tachtig met Johnny Rabb, Kevin McKrell en Carla McKrell de band The Fabulous Newports oprichtte. In 2009 werd de cd-box Woodstock: 40 Years On: Back to Yasgur's Farm uitgebracht, met daarop voor het eerst opnamen van zijn Woodstock-optreden.

## Discografie
- The Road to Travel (1969)
- Inside Bert Sommer (1970)
- Bert Sommer (1971)
- Bert Sommer (1977)

- Bibliothèque nationale de France: cb16768935h (data)
- International Standard Name Identifier: 0000 0000 7395 6629
- Library of Congress Control Number: n91083438
- MusicBrainz: 74c27726-4f07-4adc-8f6d-1f6351c967b3
- Nationale Bibliotheek van Israël: 987007313438505171
- Virtual International Authority File: 63189825
- WorldCat: E39PBJcKGKf8F8kkbjBVJFTrbd